# Nacional III
Nacional III es una película española de comedia del año 1982 dirigida por Luis García Berlanga y escrita por este mismo junto a Rafael Azcona, tercera parte de la trilogía sobre la familia Leguineche tras La escopeta nacional (1978) y Patrimonio nacional (1981).
Se rodó en Madrid, Ciudad Real y Biarritz (Francia),  La película narra cómo tras el golpe de Estado del 23-F y ante el inminente triunfo electoral de los socialistas, los Leguineche deciden sacar su dinero de España para protegerlo.
Se propuso hacer una cuarta parte sobre la saga Leguineche, pero se frustró por diversas razones. Rafael Azcona y Luis Garcia Berlanga decidieron rodar antes La vaquilla (una de las mejores películas sobre la guerra civil española), y la muerte del actor protagonista de la saga, Luis Escobar Kirkpatrick, acabó con el proyecto definitivamente.

## Argumento
El marqués de Leguineche ha malvendido su palacio por cuatro perras y se ha trasladado con Luis José, su hijo, a un piso que ha comprado junto al Retiro, en la calle Alfonso XII. Les acompañan Segundo y Viti, sus criados de siempre, y el padre Calvo. Luis José lleva unos años separado de su mujer, Chus, que está en Extremadura, en la finca de su padre.
La historia comienza el 23 de febrero de 1981, en pleno golpe de Estado. Mientras Luis José y Segundo proyectan patentar el "Platoespaña" que les ha de dejar pingües beneficios con el Mundial de Fútbol, el padre Calvo anhela un triunfo del golpe y Viti, convertida de criada en amante del marqués (con la total indiferencia de su marido), atiende la casa como la dueña in pectore que es.
Un telegrama les notifica la muerte repentina del padre de Chus. Toda la familia se traslada a Extremadura, para asistir al entierro y ver si pueden sacar algo de la herencia. Luis José y Chus se reconcilian.
Ante el temor de que los socialistas lleguen al poder, Chus, haciendo caso de las indicaciones de Luis José, decide vender su parte de la herencia, convertirla en efectivo y evadir el capital a Francia. Lo intentan a través de un convento y un correo especializado, pero finalmente lo intentarán camuflarlo en la escayola de Luis José, que viajará a Lourdes en una peregrinación para enfermos.

## Personajes principales
- Don José, Pepón para sus íntimos, marqués de Leguineche  (Luis Escobar)

- Viti, su actual amante y ama de llaves (Chus Lampreave)

- Luis José de Leguineche, hijo del marqués (José Luis López Vázquez)

- María Jesús, "Chus", esposa del anterior (Amparo Soler Leal)

- Padre Calvo, capellán de la familia (Agustín González)

- Segundo, criado de confianza de Luis José (Luis Ciges)

- Álvaro, sobrino político de Leguineche (José Luis de Vilallonga)

## Críticas
La saga (La escopeta nacional, Patrimonio nacional y Nacional III) fue un éxito en crítica como en taquilla, consiguiendo 1 622 164 € (2 061 027 espectadores) la primera, 1 204 997,48 € (1 121 459 espectadores) la segunda y 552 590,77 € (392 889 espectadores) la tercera.
El inicio de la historia, en que los habitantes de la casa siguen por radio y televisión el desarrollo del golpe de Estado, corresponde a las nueve o diez de la mañana del 23 de febrero de 1981, pero en realidad, los hechos sucedieron por la tarde.

## La trilogía "Nacional"
Como curiosidad, esta sería el final de la segunda trilogía del cine español; la primera fue La gran familia, que sería tetralogía con La gran familia... 30 años después (aun siendo un telefilme). Posteriormente ha habido otras como las de Torrente (Torrente, Torrente 2, 3, 4 y 5) y las de Carlos Saura sobre música urbana: Flamenco, Tango y Fados.

## Viva Rusia
El 27 de mayo de 2008 el director Luis García Berlanga depositó en una caja fuerte del Banco Central un misterioso sobre del que se desconocía su contenido. Las órdenes dadas por el director eran que el contenido de dicha caja fuerte solo podría desvelarse en la celebración de su cien cumpleaños. El día 10 de junio de 2021 se produjo la apertura de dicha caja fuerte revelando así su contenido. Allí reposó durante trece años el guion de la película Viva Rusia, la cuarta película de la saga Legeniche. Junto al guion, se halló también un ejemplar de su autobiografía y un ejemplar de la revista "L'àvant-scéne", dedicado a su película El verdugo. El guion permaneció expuesto a visitas, dentro de una urna de cristal, en la Academia de Bellas Artes de San Fernando hasta el 5 de septiembre de 2021.
El guion inédito finalmente ha sido publicado en 2022 por la editorial Pepitas de calabaza y la Filmoteca Española, con prólogo de Manuel Hidalgo, uno de los coguionistas, y epílogo de Felipe Cabrerizo y Santiago Aguilar.